# 2257/56、2258/55次列车
2257/56、2258/55次列车是中国铁路一班运行于首都北京市与吉林省白山市之间的普通旅客快车，自1985年1月30日起开行，现由沈阳铁路局吉林客运段担当客运任务。列车使用25G型客车，沿京承铁路、锦承铁路、新义铁路、高新铁路、沈山铁路、沈丹铁路、溪田铁路、田桓铁路、通灌铁路、梅集铁路、鸭大铁路运行，全程运行1309公里，跨越北京、河北、辽宁、吉林三省一市，曾因经由线路的上下行问题，往返共占用八个车次，从而成为中国铁路占用车次最多的旅客列车，但已于2016年初减至4个车次，其中北京站至白山市站运行23小时27分，使用车次为2257/56次；白山市站至北京站运行23小时24分，使用车次为2258/55次。该列车目前是辽西北地区为数不多的进京列车之一，途经行政区与京沈客运专线多处重合，客量长期高企，春运期间更一度爆满。

## 历史
自1954年5月21日以来，丹东市和本溪市的进京列车长期只有北京铁路局担当的27/28次旅客快车一对，该列车途经天津站且每周担当两次前往平壤的国际联运，运能紧张，经常一票难求。1985年1月30日，沈阳铁路局丹东铁路分局开行的丹东站到北京站的291/293/296/297、298/295/294/292次直通旅客快车正式开行，这班列车经京承铁路、锦承铁路、新义铁路、高新铁路、沈山铁路、沈丹铁路运行，此后27/28次旅客快车紧张的客流得到一定程度上的缓解。291/298次列车也同时成为辽西第一班进京列车，客源长期以辽西地区为主，有“丹东快”之称。这班列车早期套跑北京至丰台西的703/704次和705/706次通勤列车，且一度配备车载电视。
1997年4月1日，291-298次列车在中国铁路第一次大提速中改为591-598次，经由不变。2000年10月21日，中国铁路实施第三次大提速，全路列车的等级和车次重新分类和调整，591/593/596/597、598/595/594/592次直快列车改为2251/2253/2256/2257、2258/2255/2254/2252次普快，但仍然使用非空调车底。此后该列车的经由未有变化，客流上的紧张情况直至2006年5月16日阜新至北京北的2101/2102次列车开行后才有所缓解。
2009年3月31日，丹东开2258/5/4/2次列车更换为原用于2549/2550次列车的25G型AC380V空调发电车供电车体，票价同时上涨，这批车龄较大的25G型车体于2014年9月28日被新造25G型DC600V机车供电车体替换。但更换空调车体后不久，2257次列车一度因线路施工等原因时常晚点，8个月内甚至只有7次正点运行。
2015年2月15日，2251/3/6/7、2258/5/4/2次列车被义县县委、县政府冠名为“奉国寺号”，从而宣传义县旅游及奉国寺景区。同年9月1日，由于沈丹客运专线开通，2258次列车原先套跑的K7317/7318次沈丹快速列车停运，京丹普快转而套跑沈阳至丹东的4223/4224次列车。

## 列车编组
2257/56、2258/55次列车目前使用2014年9月28日投入使用的三组新造25G型AC380V集便双风管空调车底，采取14节编组，其中硬卧车4辆，硬座车6辆，软卧车、餐车、行李车、空调发电车各1辆。
| 车厢编号 | 1                | 2                      | 3            | 4-6          | 7          | 8-13         | 14           |
| 车型     | KD25G 空调发电车 | YW25G 硬卧车（宿营车） | RW25G 软卧车 | YW25G 硬卧车 | CA25G 餐车 | YZ25G 硬座车 | XL25G 行李车 |

## 机车交路

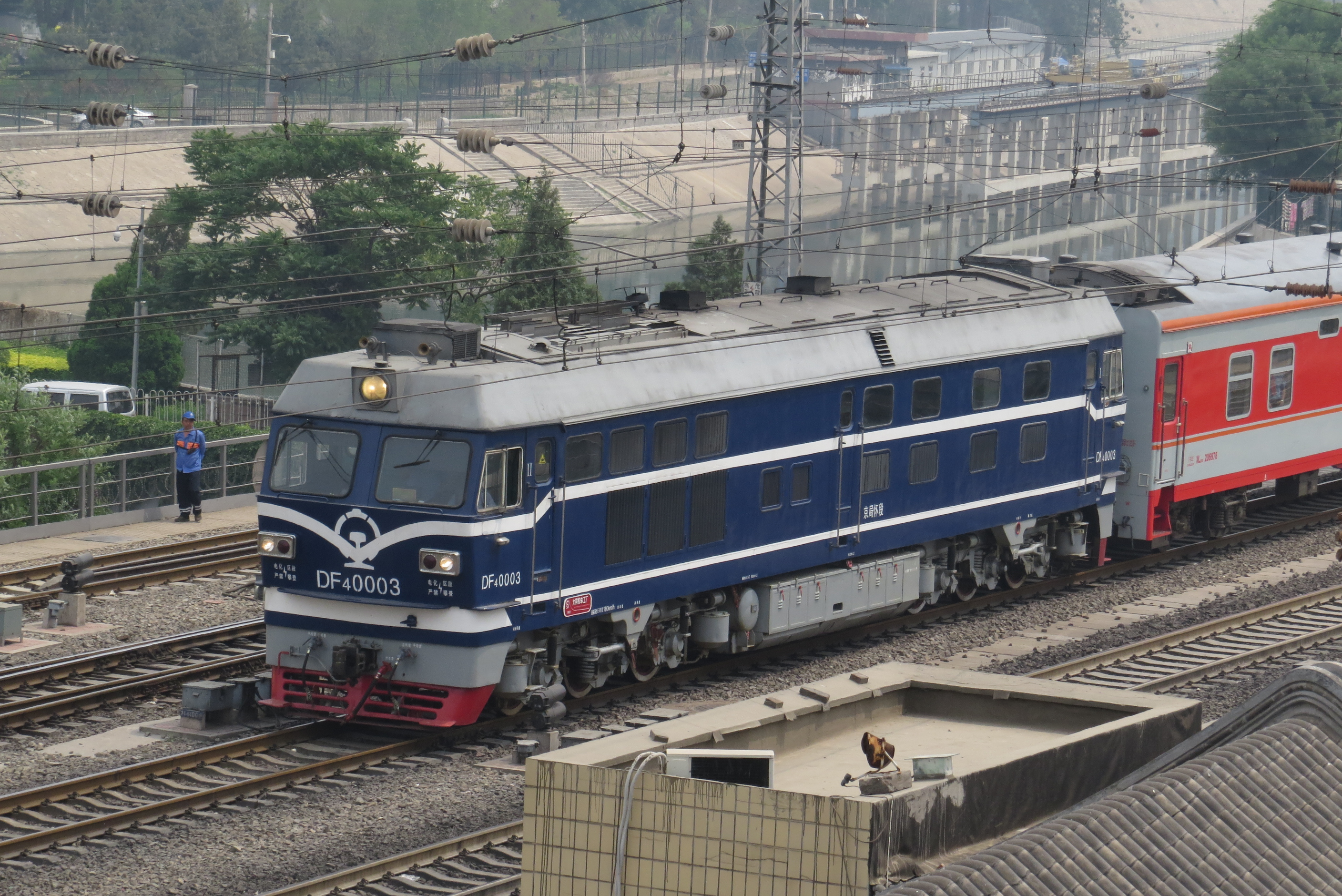
配属怀柔北机务段的东风4C型柴油机车第0003号牵引原2252次列车进入北京站，拍摄时其正与出站的K3/4次列车会车

2257/56、2258/55次列车由于途经非电化区段较多，全程由柴油機車牵引。
| 车站区段               | 北京 ↔ 承德                        | 承德 ↔ 沈阳                                                                 | 沈阳 ↔ 白山市                      |
| 本务机车 配属 司机更替 | 东风4D型柴油机车 京局怀段 承德司机 | 东风4D型柴油机车 沈局锦段 叶柏寿/阜新/丹东司机在叶柏寿/沈阳轮乘，阜新换司机 | 东风4D型柴油机车 沈局沈段 沈阳司机 |

## 运行时刻
- 数据截至2020年4月10日：

| 2256/57次 | 2256/57次 | 2256/57次 | 2256/57次 | 2256/57次 | 停靠站   | 2258/55次 | 2258/55次 | 2258/55次 | 2258/55次 | 2258/55次 |
| 车次      | 里程      | 天数      | 到点      | 开点      | 停靠站   | 到点      | 开点      | 天数      | 里程      | 车次      |
| --------- | --------- | --------- | --------- | --------- | -------- | --------- | --------- | --------- | --------- | --------- |
| 2257      | 0         | 当日      | —         | 11:41     | 北京     | 10:37     | —         | 次日      | 1309      | 2258      |
| 2257      | 18        | 当日      | 12:05     | 12:14     | 通州西   | 09:48     | 10:11     | 次日      | 1291      | 2258      |
| 2257      | 45        | 当日      | ↓         | ↓         | 顺义     | 09:17     | 09:20     | 次日      | 1264      | 2258      |
| 2257      | 68        | 当日      | ↓         | ↓         | 怀柔     | 08:48     | 08:51     | 次日      | 1241      | 2258      |
| 2257      | 90        | 当日      | 13:47     | 13:50     | 密云北   | 08:24     | 08:26     | 次日      | 1219      | 2258      |
| 2257      | 155       | 当日      | 15:10     | 15:17     | 兴隆县   | 07:07     | 07:09     | 次日      | 1154      | 2258      |
| 2257      | 176       | 当日      | 15:41     | 15:44     | 鹰手营子 | 06:37     | 06:39     | 次日      | 1133      | 2258      |
| 2257      | 256       | 当日      | 17:20     | 17:31     | 承德     | 04:35     | 05:06     | 次日      | 1053      | 2258      |
| 2257      | 290       | 当日      | 18:09     | 18:11     | 下板城   | ↑         | ↑         | 次日      | 885       | 2258      |
| 2256      | 353       | 当日      | 19:23     | 19:33     | 平泉     | 02:30     | 02:40     | 次日      | 956       | 2258      |
| 2256      | 440       | 当日      | 21:01     | 21:06     | 凌源     | 01:01     | 01:06     | 次日      | 869       | 2255      |
| 2256      | 471       | 当日      | 21:45     | 22:05     | 叶柏寿   | 00:16     | 00:22     | 次日      | 838       | 2255      |
| 2256      | 556       | 当日      | 23:26     | 23:34     | 朝阳南   | 22:44     | 22:49     | 当日      | 753       | 2255      |
| 2256      | 642       | 次日      | 00:56     | 01:01     | 义县西   | 21:27     | 21:30     | 当日      | 667       | 2255      |
| 2257      | 714       | 次日      | 01:52     | 02:00     | 阜新南   | 20:18     | 20:31     | 当日      | 595       | 2258      |
| 2257      | 775       | 次日      | ↓         | ↓         | 新立屯   | 19:26     | 19:29     | 当日      | 534       | 2258      |
| 2257      | 895       | 次日      | 04:35     | 05:06     | 沈阳     | 17:18     | 17:54     | 当日      | 414       | 2258      |
| 2257      | 979       | 次日      | 06:08     | 06:23     | 本溪     | 16:02     | 16:17     | 当日      | 330       | 2258      |
| 2257      | 1029      | 次日      | 07:14     | 07:16     | 小市     | 15:08     | 15:10     | 当日      | 280       | 2258      |
| 2257      | 1158      | 次日      | 08:48     | 08:50     | 五女山   | 13:32     | 13:34     | 当日      | 151       | 2258      |
| 2257      | 1249      | 次日      | 09:48     | 10:06     | 通化     | 12:15     | 12:34     | 当日      | 60        | 2258      |
| 2257      | 1309      | 次日      | 11:08     | —         | 白山市   | —         | 11:13     | 当日      | 0         | 2258      |

## 复车次问题
2251/3/6/7、2258/5/4/2次列车共需占用8个车次，运行途中在承德、平泉、义县变换车次，其中平泉和义县需切换上下行。京承铁路和锦承铁路在上板城-承德站间共线19公里，而上板城至承德为京承线下行，承德至上板城为锦承线下行。在承德折角运行的2251次列车需两次经过承德-上板城段，为区分进出承德的车次，列车沿京承线下行方向运行至承德并换向后，车次在承德站变更为2253（反之则是2254变为2252），沿锦承线下行运行至平泉。一般在同一条铁路上，由靠近线路起点的车站开往靠近线路终点的车站（或背离北京方向）为下行，反之为上行，但锦承铁路从1975年即开始在平泉变换上下行，即承德至平泉和锦州至平泉均为下行，而平泉站正是北京铁路局和沈阳铁路局的局界口，2253次列车出平泉站时变为2256次。由于新义铁路义县-新立屯方向为下行方向，列车在运行至义县站时再次变换车次为2257次，但没有复用之前所用的奇数车次。上下行方向与线名相反的还有高新铁路和沈山铁路，列车在义县-丹东段分别按途经各线的下行方向运行，故不再变换车次。

## 列车事故
- 1988年12月23日晚23时50分，由丹东开往北京的298次直快列车行驶至新义铁路伊马图—清河门间94公里960米无人看守道口处时，一辆满载民工的大客车抢越道口，与298次列车相撞，造成46人死亡，54人受伤，298次列车机车和一节车厢颠覆，3节车厢脱轨。[13]
- 2002年7月17日早6时50分许，北京至丹东的2257次列车在进入沈阳站北侧的114道岔区时，被5节在调车时脱钩的油罐车从左侧撞击，导致2257次的三节车厢向右倾斜，并未颠覆，线路中断至当天下午3时。[14]
- 2004年11月3日上午10时55分，2252次列车行驶至北京顺义区双河路道口时，一辆福特蒙迪欧轿车逆行高速抢行通过道口，与2252次列车相撞后飞出铁路桥下，轿车司机当场死亡，2252次列车因本务机车车头排障器故障而停车73分钟，卸下排障器后才驶离事发现场，前往北京站。[15][16]
- 2006年5月28日晚23时28分，2256次列车在驶入朝阳市市区时，被歹徒用石块袭击，3、4、5号卧铺车厢的车窗被砸碎，多名乘客受伤，但由于窗帘的遮挡，这次袭击并未造成人员重大伤害。[17]